# 彭比納 (密蘇里州)
彭比納（英語：Pembina）是位於美國密蘇里州克里斯蒂安縣的非建制地區。

## 歷史
彭比納的郵局於1884年設立，其後於1906年停運。

## 地理
彭比納所處的海拔為高於海平面422米（即1385英呎），而該地所採用的時區為UTC-6，即北美中部時區（CST）。同時該地設有夏令時間，為UTC-6調快一小時，即UTC-5（CDT）。